# Bours (Altos Pirenéus)
Bours é uma comuna francesa na região administrativa de Occitânia, no departamento dos Altos Pirenéus. Estende-se por uma área de 4,68 km², Em 2010 a comuna tinha 866 habitantes (densidade: 185 hab./km²)..